# Dümmer
Dümmer är en kommun och ort i Landkreis Ludwigslust-Parchim i förbundslandet Mecklenburg-Vorpommern i Tyskland.
I kommunen finns tre orter Dümmer, Walsmühlen och Parum.
Kommunen ingår i kommunalförbundet Amt Stralendorf tillsammans med kommunerna Holthusen, Klein Rogahn, Pampow, Schossin, Stralendorf, Warsow, Wittenförden och Zülow.